# Вишневе (Білгород-Дністровський район)
Вишне́ве — село Дивізійської сільської громади, у Білгород-Дністровському районі Одеської області України. Відстань до райцентру становить 75 км і проходить автошляхами Т 1610 та Н33, відстань до центру громади становить 29 км. Відстань до найближчої залізничної станції  Сарата становить 35 км. Займає територію 3220 тис. м2. Населення становить 1415 осіб.

## Археологія
Біля села археологами були знайдені рештки дерев'яної колісниці з цільними, без шпиць, колесами.

## Історія

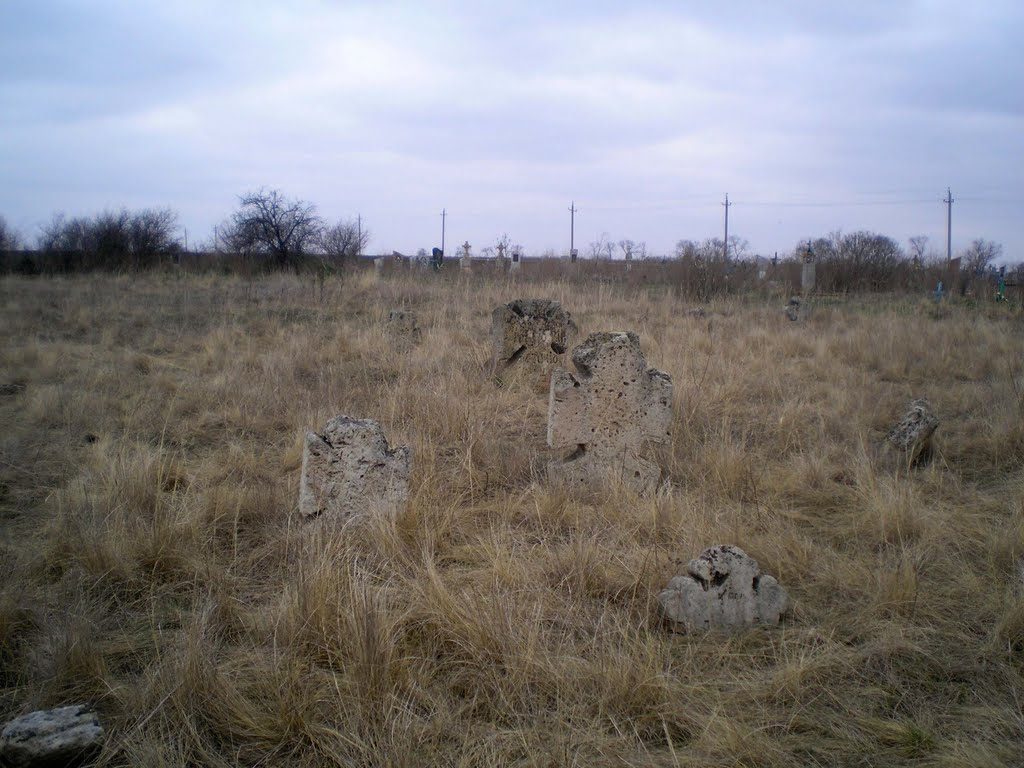
Козацький цвинтар у селі Вишневому

Засноване у 1830 році болгарами під назвою Карагач, пізніше і до 1947 року — Новий Карагач. Основним заняттям населення було вівчарством. Пізніше тут посилилися українці та безземельні румуни.

## Населення
Згідно з переписом УРСР 1989 року чисельність наявного населення села становила 1574 особи, з яких 699 чоловіків та 875 жінок.
За переписом населення України 2001 року в селі мешкало 1396 осіб.

### Мова
Розподіл населення за рідною мовою за даними перепису 2001 року:
| Мова       | Відсоток |
| ---------- | -------- |
| українська | 90,81 %  |
| молдовська | 6,29 %   |
| російська  | 1,34 %   |
| болгарська | 0,64 %   |
| циганська  | 0,28 %   |
| гагаузька  | 0,14 %   |
| румунська  | 0,07 %   |
| інші       | 0,43 %   |

## Відомі люди
- Леонард Олару (Leonard Olaru, 1936 р.н.) — професор, доктор палеонтології, президент Палеонтологічного товариства Румунії
- Леон Време (Leon Vreme, 1930 р.н.) — румунський художник, член Спілки художників Румунії

## Галерея

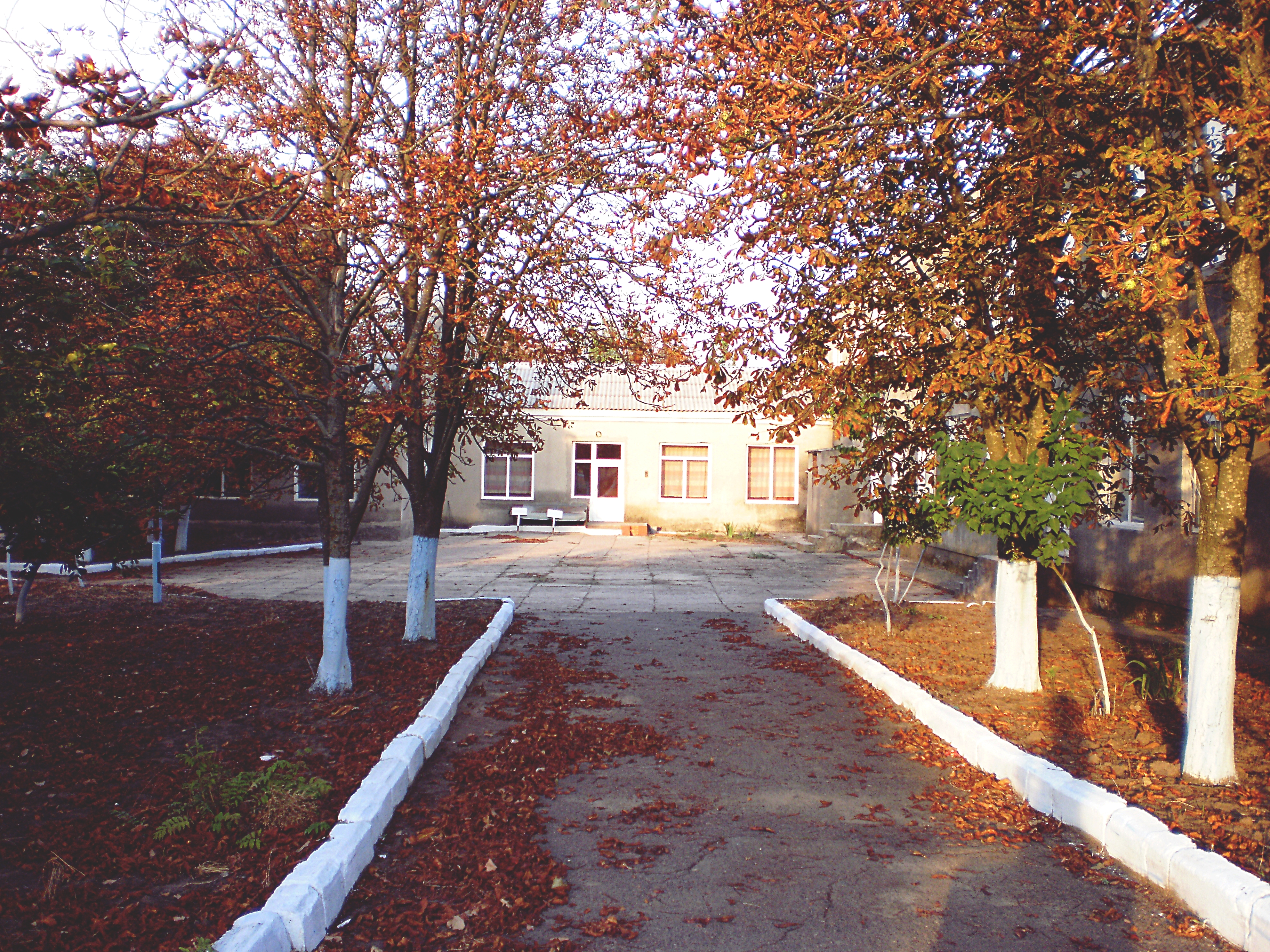
Вишнівська школа
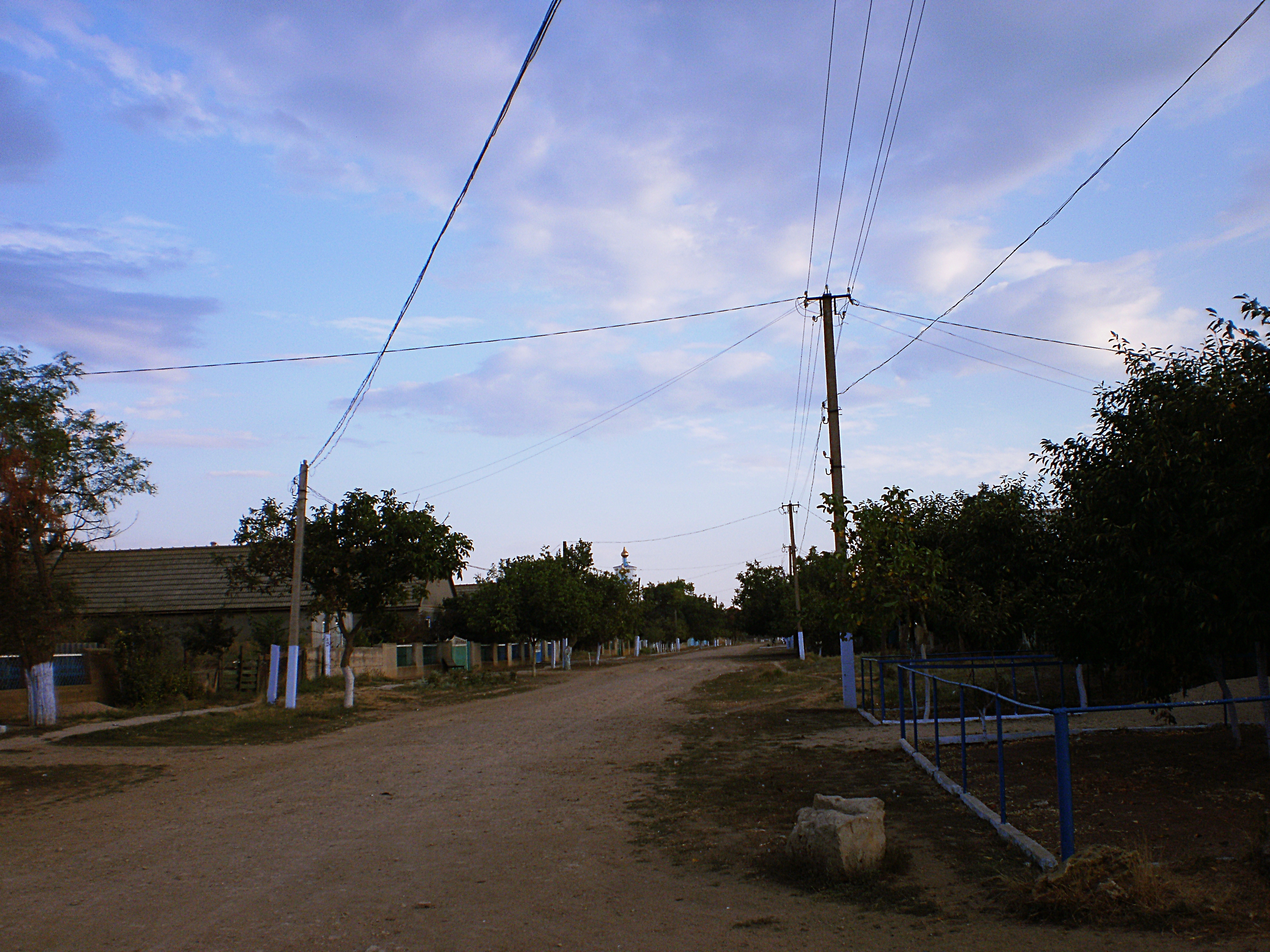
вулиця Леніна
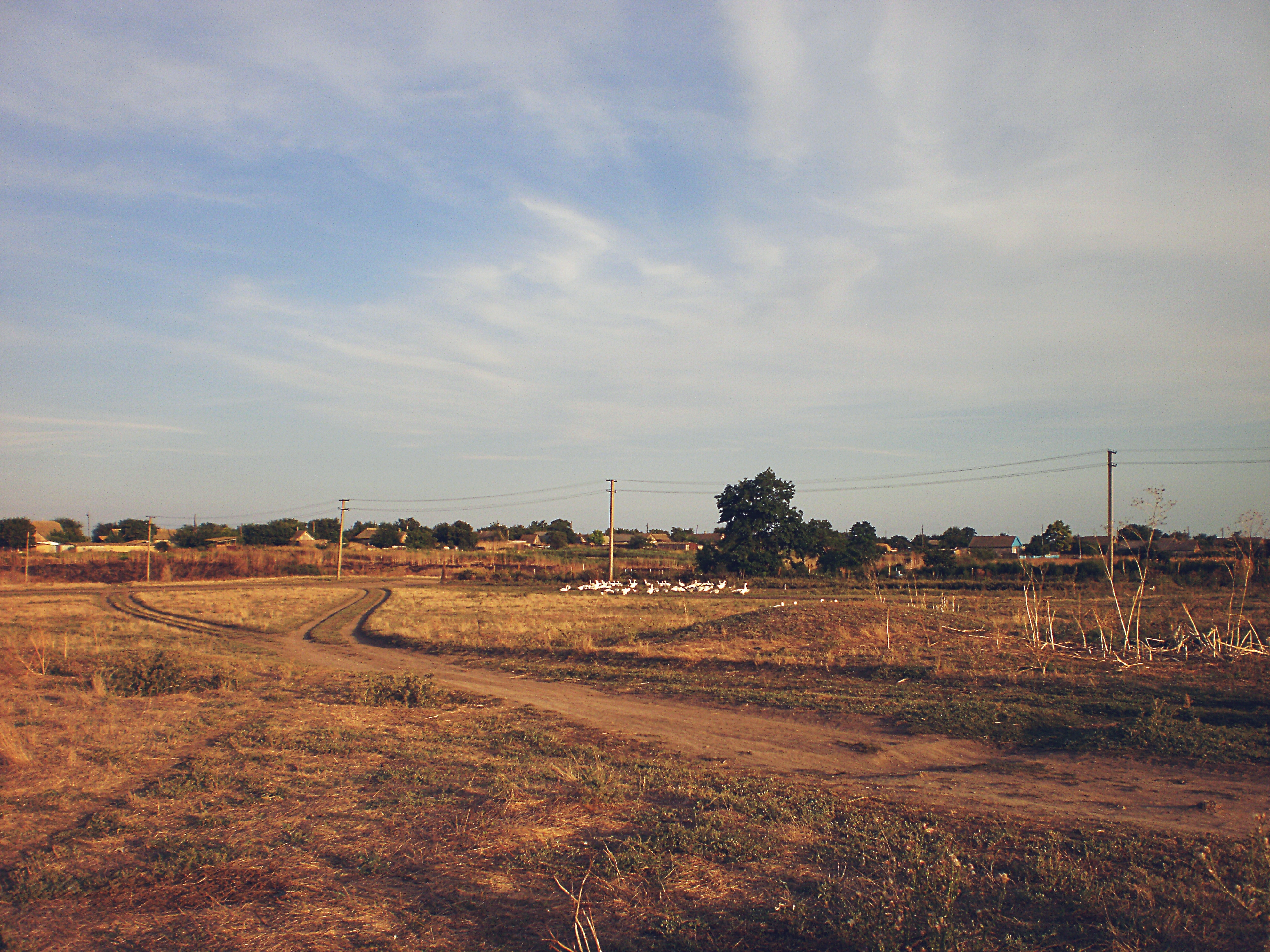
Площа між вул. Миру та Леніна
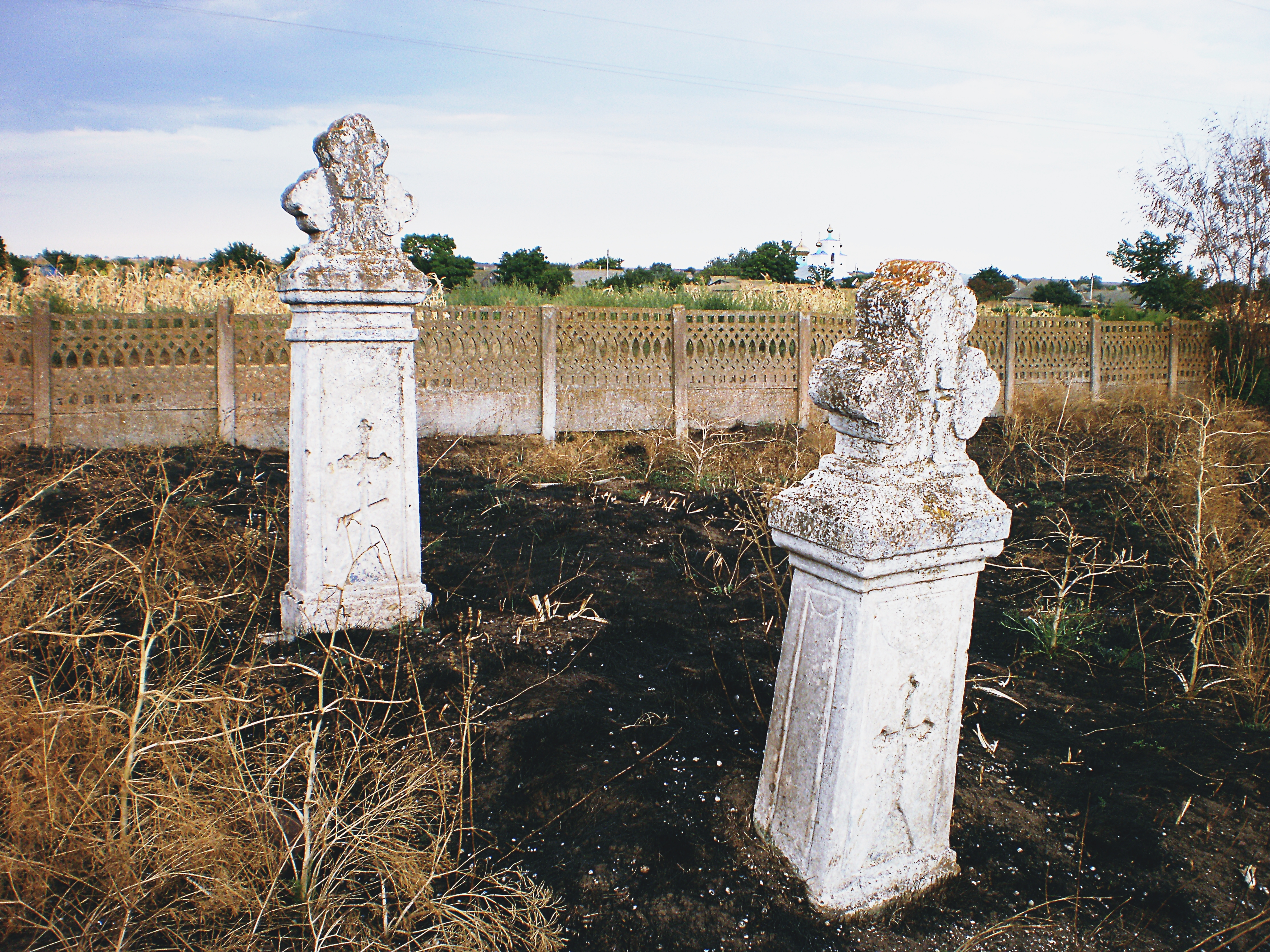
Козацькі могили на вишнівському кладовищі
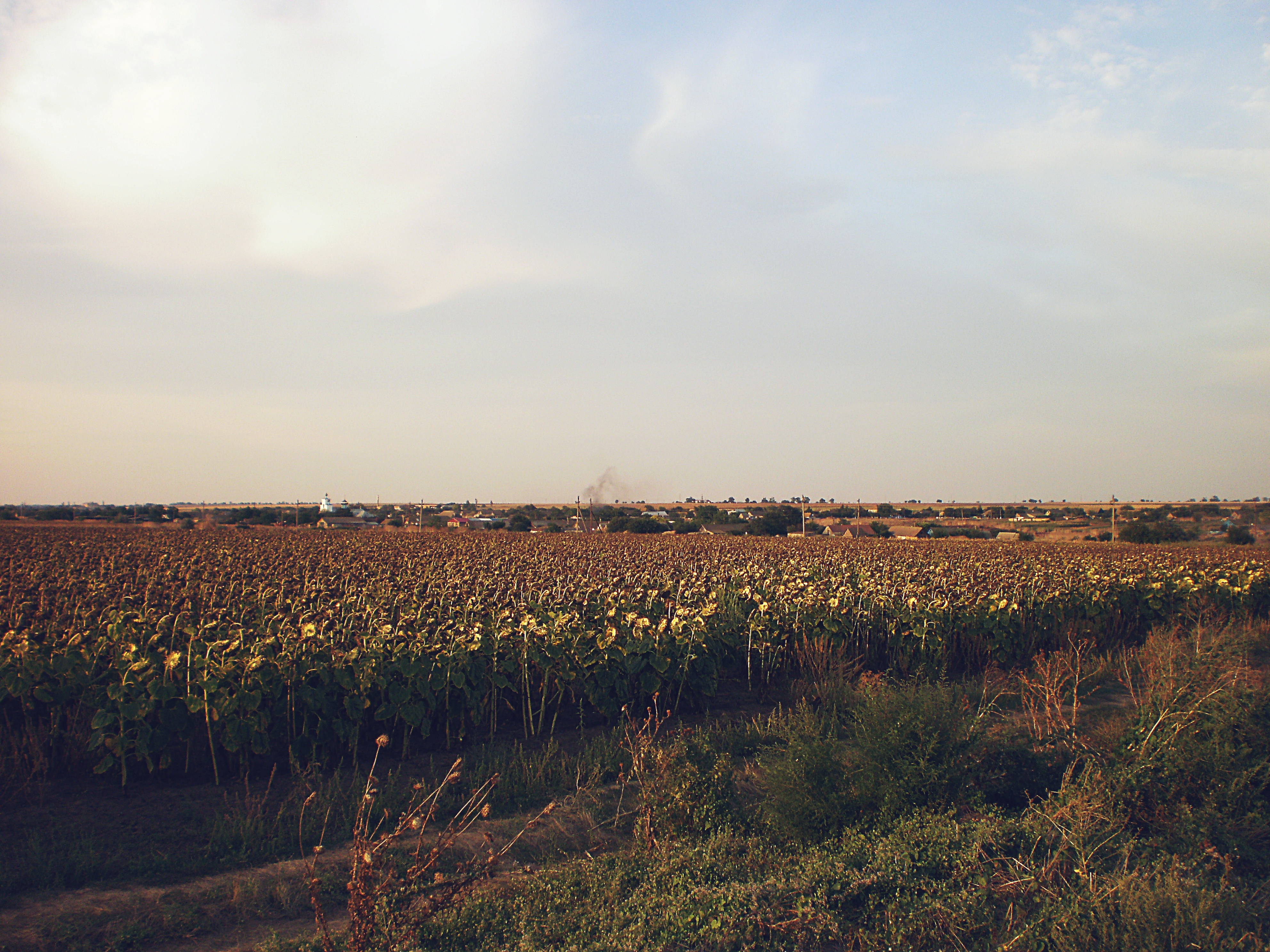
Околиці села Вишневе